# الأخلاق الواجبة

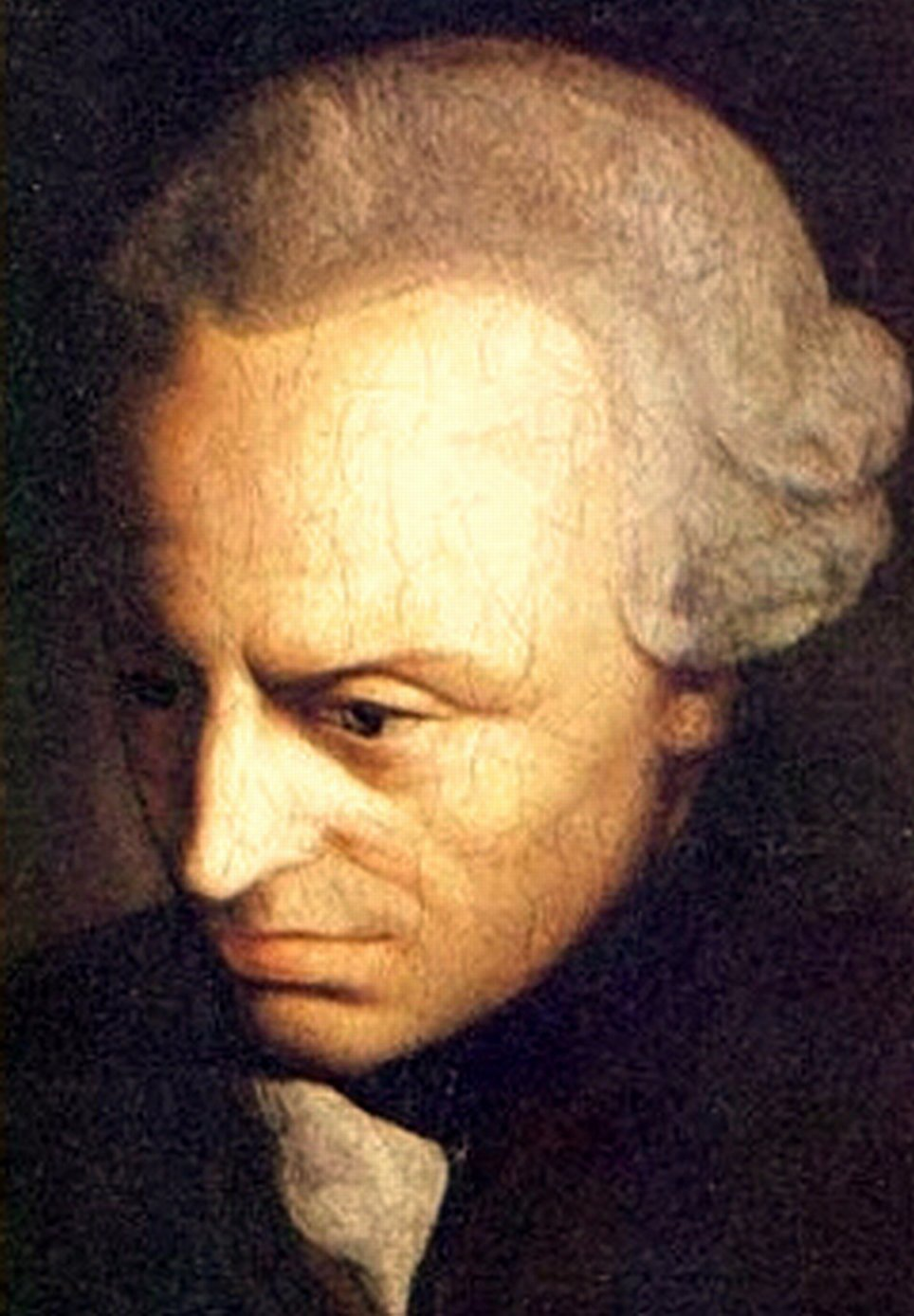

علم الأخلاق أو الأخلاق الواجبة أو أخلاق الواجب (بالإنجليزية: Deontological ethics)‏ (من المصطلح اليوناني deon، بمعنى «التزام وواجب» والمصطلح-logy|-logia بمعنى علم) هي الأخلاق المعيارية التي تحكم على مدى أخلاقيات أي سلوك على أساس مدى ملاءمة هذا السلوك للقواعد أو المعايير. في بعض الأحيان، توصف هذه الأخلاق باعتبارها «واجب» أو «التزام» أو «قاعدة»، لأن القواعد «رابط لك وواجب عليك». وعادة ما تختلف الأخلاق الواجبة مع العاقبة (consequentialism). وتختلف الأخلاق الواجبة أيضًا عن الأخلاقيات البراجماتية. ويوجد الكثير من النظريات المتنوعة لأخلاق الواجب، مثل: نظريات أخلاق الواجب المرتكزة على الفاعل الأخلاقي، ونظريات أخلاق الواجب المرتكزة على المتلقي، ونظريات أخلاق الواجب التعاقدية، ونظريات أخلاق الواجب وكانط.

## علم أخلاق الواجب المعاصر
من أمثال علماء الأخلاق المعاصرين توماس ناغل وتوماس سكانلون (Thomas Scanlon) وروجر سكروتون (Roger Scruton) وفرانسيس كام (Frances Kamm).
يُعد «مبدأ الضرر المسموح به» الذي وضعته فرانسيس كام محاولة لاستنتاج التقييد بالأخلاق الذي يتسق مع أحكامنا الموضوعة في الاعتبار، ولكنه يعتمد بشدة أيضًا على مبدأالضرورة الجازمة لكانت (Kant). ويقرر هذا المبدأ أنه يجوز إلحاق الضرر بشخص من أجل إنقاذ آخرين أكثر في حالة واحدة إذا كان لهذا الضرر تأثير أو جانب من جوانب الصالح العام نفسه. ويهدف هذا المبدأ لمعالجة ما شعرت به «كام» حيث كانت ترى أن معظم حالات الأحكام الموضوعية التي يصدرها البشر تشتمل على العديد من بديهيات أخلاق الواجب. على سبيل المثال، تزعم «كام» أننا نؤمن أنه من غير المسموح أن نقتل شخصًا واحدًا للحصول على أعضائه لإنقاذ حياة خمسة آخرين. ولكننا نرى أنه يجوز أخلاقيًا تحويل العربة المسرعة التي قد تقتل خمسة من الأبرياء ومجموعة أشخاص واقفين على جانب الطريق لا يحركون ساكنًا إلى موضع آخر يقتل فيه شخص واحد برئ وثابت لا يحرك ساكنًا. كذلك، تعتقد «كام» أن «مبدأ الضرر المسموح به» يوضح الفرق بين هذه الحالات الأخلاقية وغيرها والأهم من ذلك، يعبر عن قيد يخبرنا متى يتعذر علينا التصرف بشكل معين لتحقيق الغايات المرجوة، مثلما هو الحال في حالة جمع الأعضاء.
وفي عام 2007، نشرت «كام» كتابها الذي يعرض النظرية الجديدة والمشتمل على جوانب «مبدأ الضرر المسموح به»، وهو «مذهب الطهارة الإنتاجية». ومثل «مبدأ الضرر المسموح به»، فإن «مذهب الطهارة الإنتاجية» يمثل محاولة لتقديم وصفة طبية لعلم الأخلاق لتحديد الظروف التي يسمح فيها الناس للتصرف بطريقة تضر الآخرين.

## أصل الكلمة
كان أول استخدام لمصطلح «أخلاق الواجب» لوصف مفهوم التعريف الذي طرحه حاليًا سي دي برود (C. D. Broad) في كتابه، خمسة أنواع لنظرية الأخلاق (Five Types of Ethical Theory)، الذي نُشر في عام 1930.

## وصلات خارجية
- Notes on Deontology A convenient summary of deontology with a focus on Kant
- Freedom and the Boundary of Morals, Lecture 22 from Stephen Palmquist's book, The Tree of Philosophy (fourth edition, 2000).